# Bad Magic
Bad Magic è il ventiduesimo album in studio del gruppo musicale britannico Motörhead, pubblicato il 28 agosto 2015 dalla UDR GmbH.
Si tratta dell'ultimo lavoro in studio realizzato dal gruppo heavy metal, scioltosi in seguito alla scomparsa del frontman Lemmy Kilmister, avvenuta quattro mesi dopo l'uscita dell'album.

## Tracce
1. Victory or Die – 3:09
2. Thunder & Lightning – 3:06
3. Fire Storm Hotel – 3:35
4. Shoot Out All of Your Lights – 3:15
5. The Devil – 2:54
6. Electricity – 2:17
7. Evil Eye – 2:20
8. Teach Them How to Bleed – 3:13
9. Till the End – 4:05
10. Tell Me Who to Kill – 2:57
11. Choking on Your Screams – 3:33
12. When the Sky Comes Looking for You – 2:58
13. Sympathy for the Devil (The Rolling Stones Cover) – 5:35

## Formazione
Gruppo
- Lemmy – voce, basso
- Phil "Wizzö" Campbell – chitarra
- Mikkey Dee – batteria

Altri musicisti
- Brian May – chitarra in The Devil

## Classifiche
| Classifica (2015)          | Posizione massima |
| -------------------------- | ----------------- |
| Australia                  | 29                |
| Austria                    | 1                 |
| Belgio (Fiandre)           | 9                 |
| Belgio (Vallonia)          | 12                |
| Canada                     | 10                |
| Croazia                    | 21                |
| Finlandia                  | 1                 |
| Francia                    | 16                |
| Germania                   | 1                 |
| Giappone                   | 67                |
| Irlanda                    | 43                |
| Italia                     | 12                |
| Norvegia                   | 7                 |
| Paesi Bassi                | 7                 |
| Polonia                    | 32                |
| Regno Unito                | 10                |
| Regno Unito (independent)  | 1                 |
| Regno Unito (rock & metal) | 1                 |
| Repubblica Ceca            | 4                 |
| Spagna                     | 10                |
| Stati Uniti                | 35                |
| Stati Uniti (independent)  | 3                 |
| Stati Uniti (hard rock)    | 2                 |
| Stati Uniti (rock)         | 5                 |
| Svezia                     | 4                 |
| Svizzera                   | 2                 |
| Ungheria                   | 10                |